# Бездна (фильм, 1989)
«Бездна» (англ. The Abyss) — научно-фантастический триллер 1989 года, четвёртый в фильмографии режиссёра Джеймса Кэмерона. Картина удостоена премии «Оскар» за лучшие визуальные эффекты.
Мировая премьера — 9 августа 1989 (США).

## Сюжет
В начале фильма демонстрируется высказывание Фридриха Ницше: «Когда ты долго смотришь в бездну, бездна также смотрит в тебя».
Американская атомная подводная лодка «Монтана» из класса «Огайо» c баллистическими ракетами и 156 членами экипажа сталкивается с неизвестным объектом в Каймановом жёлобе, что ведёт к серьёзным неисправностям в электронике и гидравлической системе. Как следствие, подлодка разбивается о подводную скалу и тонет. Поскольку к территории направляются советские подлодки, а также в связи с надвигающимся ураганом, самый быстрый способ организовать спасательные операции — отправить команду спецназа на экспериментальную подводную нефтяную платформу под названием «Дип Кор» (Deep Core), которая располагается недалеко от места крушения, и организовать операции оттуда. Компанию «Бентик Петролеум» (Benthic Petroleum), владельца платформы, заставляют предоставить платформу и команду нефтяных работников Военно-морским силам для проведения операции.
Шторм ещё не так силён, и команда солдат во главе с лейтенантом Хайремом Коффи сопровождается на буровую установку проектировщиком платформы Линдси Бригман (Мэри Элизабет Мастрантонио). Её муж, с которым она не живёт вместе, Верджил «Бад» Бригман (Эд Харрис) — старший рабочий на платформе. Они серьёзно поссорились, и оба думают о разводе.
Когда нефтяники и команда спецназа исследуют потерпевшую крушение подлодку (не обнаружив там никого в живых), они встречаются с чем-то непонятным: к станции выходят странные светящиеся объекты, обладающие невероятной скоростью и манёвренностью. Полагая, что каждый объект — это неизвестный советский подводный аппарат, команда спецназа извлекает одну термоядерную боеголовку «W88» с подлодки, и, действуя согласно заранее подготовленному чрезвычайному плану, подготавливают её для уничтожения подлодки, её оставшегося оружия и шифровальных книг, чтобы они не достались врагу. Всё это делается без ведома экипажа «Дип Кор» и её владельца «Бентик Петролеум».
Тем временем находящийся на поверхности плавучую базу — корабль «Бентик Эксплорер» (Benthic Explorer) — накрывает ураган; подруливающее устройство выходит из строя, из-за чего судно отклоняется от своего начального местоположения. Находясь прямо над расположенной на дне буровой станцией, член экипажа в подводном аппарате пытается отцепить от неё кабель; в этот момент кабель натягивается и тянет за собой станцию по морскому дну в направлении к краю впадины.
Там платформа останавливается кучей огромных камней. Но на поверхности кран корабля, не закреплённый на время шторма, отрывается от судна и падает в воду. Пока он опускается вниз, люди на станции ищут укрытие. Бад и Линдси наблюдают, как кран падает на дно, а потом скатывается вниз, в пропасть, всем своим огромным весом перетягивая станцию через камни. На станции начинается пожар, затоплены некоторые отсеки, часть людей погибает. Жизнь Бада спасает обручальное кольцо (которое он было выбросил, но потом опять надел на палец): оно блокирует придавившую его руку герметичную дверь, давая Баду возможность выйти в сухой отсек. Команда начинает работать, восстанавливая оборудование.
В это время что-то непонятное, живущее в морских глубинах, решает исследовать станцию. Светящиеся объекты кружат вокруг неё, происходит их контакт с рабочими, внутрь станции проникают водяные «щупальца», копирующие лицо и мимику Линдси. Всем нормальным людям становится ясно, что пришельцы не собираются причинять людям никакого вреда, однако лейтенант Коффи так не считает. Став параноиком из-за высокого давления, повреждающего человеческий мозг, он искренне считает пришельцев агрессивной и враждебной расой. Коффи, прогнав щупальца и угрожая оружием, арестовывает и запирает сотрудников станции. Он готовится отправить на дно впадины термоядерную боеголовку, установив на ней мощность в 50 килотонн тротилового эквивалента и на три часа — взрывной таймер, чтобы уничтожить пришельцев. Бад и «Кэтфиш» Де Врайес пытаются добраться до Коффи через подводный люк под станцией, но тот оказывается заблокированным. Бад, являясь хорошим пловцом, плывёт к бассейну буровой шахты платформы, где обнаруживает, что боеголовка привязана к подводному аппарату под названием «Большой чокнутый», который был запрограммирован, чтобы спуститься вниз вдоль отвесной скалы. Коффи на одном из батискафов хочет доставить боеголовку к впадине. Коффи пытается застрелить Бада, однако его пистолет не заряжен: один из спецназовцев, поняв состояние командира, заранее вытащил обойму с патронами. Между Коффи и Бадом завязывается рукопашная схватка, в которой Бад терпит поражение — тренированный солдат заведомо сильнее и быстрее простого рабочего. Однако силач Кэтфиш, взяв себя в руки, тоже доплывает до люка, и помогает Баду. Побеждённый и избитый лейтенант добирается до батискафа с бомбой, а потом ныряет на нём в глубину. Бад и Линдси на втором батискафе пытаются ему помешать. В результате битвы батискафов Коффи теряет управление и падает в водяную пропасть, его аппарат теряет герметичность, и батискаф раздавливает океанская вода. За минуту до смерти Коффи приходит в себя, и, поняв ошибочность своих действий, пытается всплыть, но уже не может ничего сделать.
Батискаф Бада тоже получает пробоину. Из-за ограниченности в глубоководном оборудовании спастись может только один человек. Линдси, зная силу и выносливость своего мужа, требует, чтобы, когда она утонет, он доплыл с ней до станции, а потом реанимировал. Бад соглашается, и в течение нескольких минут тащит на себе потерявшую сознание жену. Доплыв до станции, он всеми силами пытается оживить Линдси, доходя до остервенения, и это ему, в итоге, удается, несмотря на протесты друзей, которые уже считают Линдси мёртвой. Бад понимает, что его ссора с Линдси была глупой ошибкой, и мечтает жить с ней одной семьёй.
Но людям необходимо нейтрализовать ушедшую в бездну боеголовку. Используя экспериментальную разработку — насыщенную кислородом жидкость, которой человек может дышать, и тем самым выдерживать значительное давление — Бад спускается вслед за аппаратом, чтобы обезвредить боевой заряд. Линдси до последнего момента помогает ему, отвлекая от давления океанских глубин, а Бад общается с экипажем посредством мини-компьютера на запястье. За полчаса Баду удаётся опуститься на глубину около 5 тысяч метров и обезвредить ядерную бомбу, но на подъём у него кислорода уже не остаётся: пяти минут — слишком мало. Зная, что он умирает, Бад признаётся жене в любви.
Однако в ситуацию вмешиваются обитающие на дне «существа». Они обнаруживают находящегося на грани смерти Бада, и доставляют его на инопланетный корабль. На корабле они создают воздушный карман, в котором Бад может снять шлем и сделать долгожданный глубокий вдох.
Далее в концовке прокатной версии инопланетяне показывают Баду текстовое сообщение, которое он отправил Линдси, когда кончился кислород: «Я знал, что это билет в один конец. Люблю тебя, жена». Этим они дают понять, что оценили жертвенный поступок Бада. После этого инопланетный корабль всплывает, поднимая за собой глубоководную платформу и другие суда, бывшие на дне. Экипаж платформы оказывается на поверхности в отличном самочувствии, без признаков кессонной болезни. Бад выходит из корабля пришельцев, обнимает и целует Линдси.
Отличия режиссёрской версии
В режиссёрской версии фильма финальная сцена имеет политический подтекст. Пока Бад находится в воздушном кармане, инопланетяне транслируют ему земные новости: мир на грани ядерной войны. В океане происходят мощные подземные толчки, гигантские волны цунами нависают над побережьями всех континентов. На фоне гибели американской подлодки это вызывает политический кризис и тотальную панику.
Бад понимает, что цунами созданы технологией инопланетян, и спрашивает, для чего те угрожают человечеству. В ответ ему демонстрируют хроники атомных бомбардировок и испытаний, морских боёв и жестокие кадры войн с уничтожением мирных жителей. Хроника позволяет опознать Вьетнамскую войну и другие вооружённые конфликты XX века. Инопланетяне уверены, что человечество неизбежно уничтожит само себя. Баду больше нечего возразить. Параллельно врезками показана паника в американских городах и люди, убегающие от берега в ужасе перед наползающими стенами воды.
Далее следует эпизод с текстовыми сообщениями. Но акцент здесь смещается с оказанной инопланетянам жертвенной услуги на тот факт, что личное благородство Бада Бригмана заставило инопланетян отнестись снисходительно к человечеству в целом, и выдать кредит доверия. После этого волны цунами отступают от берегов, люди ликуют. Военным иронично намекают, что им придётся искать себе другую работу. Далее следует эпизод со всплытием.

## В ролях
- Эд Харрис — Вирджил «Бад» Бригман
- Мэри Элизабет Мастрантонио — Линдси Бригман
- Майкл Бин — лейтенант Хайрем Коффи, командир «котиков»
- Джей Си Куинн[нем.] — Арлисс «Сони» Доусон
- Лео Бармистер[англ.] — Кэтфиш Де Врис, буровик, морпех-ветеран Вьетнамской войны
- Кимберли Скотт[англ.] — Лиза «Ночка» Стендинг
- Тодд Граф[англ.] — Алан «Хиппи» Кэрнс
- Крис Эллиотт — Бэндикс
- Уильям Вишер — репортёр Билл Тайлер
- Кен Дженкинс — Джеральд Кирхилл
- Дик Уорлок — Дуайт Перри

## Производство

### Сценарий
Перед началом съёмок режиссёр Джеймс Кэмерон связался с Орсоном Скоттом Кардом, чтобы обсудить возможность создания книги, основанной на будущем фильме. Первоначально Кард ответил, что не занимается «новеллизациями», но после того, как агент сообщила ему, что режиссёром фильма будет Джеймс Кэмерон, он согласился подумать. Вышел сценарий, и Кард, получив от Кэмерона заверения в своем праве развивать идейную линию романа по своему усмотрению, взялся за работу. Встретившись с Кэмероном, Кард в скором времени написал три первые главы романа, повествующие о жизни Бада и Линдси Бригман до событий, показанных в фильме. Кэмерон отдал эти главы Эду Харрису и Мэри Элизабет Мастрантонио, что помогло им в полной мере раскрыть своих персонажей.

### Съёмки
Перед съёмками всему актёрскому составу пришлось пройти курс квалифицированных ныряльщиков в течение двух с половиной недель. Подводные съёмки производились на недостроенной атомной электростанции Чероки, располагающейся возле городка Гэффни (англ. Gaffney), штат Южная Каролина, США. Чтобы поместить резервуар на глубину 12 метров, понадобилось 34 млн литров воды — это была самая большая подводная съёмочная площадка. Из-за достаточной глубины и времени, проводимого под водой, состав исполнителей и съёмочная бригада должны были проходить декомпрессию. Съёмки фильма также проходили в самом большом подземном озере в мире, находящемся в пещере в Бонн-Терр, штат Миссури, которая использовалась как фон в некоторых сценах.
В процессе съёмок в фильме имелось три варианта концовки. Майк Кэмерон, брат Джеймса Кэмерона, сыграл мертвого члена экипажа с потопленной подлодки. Чтобы выполнить эту задачу, ему пришлось задержать дыхание на глубине 4,5 метра и позволить выползти из своего рта крабу. Каскадёры принимали участие в очень немногих сценах. Когда Бад втаскивает Линдси на платформу буровой вышки, Мэри Элизабет Мастрантонио сама задерживает дыхание. Когда буровую затапливает и персонажи спасаются бегством от воды, утопая перед закрытыми дверями и уклоняясь от разрушающихся фрагментов буровой — всё это выполняли не каскадеры, а актёры. Эпизод с водяным щупальцем, перемещающимся по спусковой шахте, был описан в сценарии таким образом, что мог быть удалён без ущерба для сюжета, к тому же никто не знал, как это будет выглядеть. Актёры взаимодействовали с отрезком шланга от обогревателя, который поддерживали члены команды. Съёмку эпизода довели до конца, результаты превзошли все возможные ожидания и самые смелые надежды.
Во время изматывающих и проблематичных съёмок команда актёров и съёмочная группа начали давать фильму разные оскорбительные названия, вроде «Уроженец Бездны», «Брань» и «Жизнь — это Бездна, в которую погружаешься с головой». При передаче телевизионного сообщения о столкновении русского и американских кораблей в действительности на экране видны корабли британского ударного соединения во время операции близ Фолклендских островов. Заключительная сцена, когда на поверхность океана всплывает инопланетный корабль, предполагала, что это будет весной или летом. Но так как фильм снимался в преддверии зимы, каждому актёру пришлось положить в рот несколько кубиков льда, чтобы не создавать пар при выдохе. Роль коммодора Де Марко первоначально предназначалась для Лэнса Хенриксена, однако тот не смог сыграть в фильме из-за противоречий в рабочем графике.
Эпизод, в котором Кэтфиш при отступлении лейтенанта Коффи стреляет из автомата по спусковой шахте, был снят с использованием боевых патронов. В связи с этим подводную автоматическую камеру изолировали и предприняли повышенные меры безопасности.

### Спецэффекты
Чтобы показать лица актёров, были разработаны специальные маски. Они имели микрофоны, встроенные таким образом, чтобы проговариваемые актёрами реплики можно было включить в фильм. Шумы, создаваемые регуляторами в шлемах, были стёрты во время последующей звуковой обработки. Резервуар был заполнен водой на 12 метров, но и при этом внутрь попадало слишком много света с поверхности. Чтобы закрыть ему доступ, водную гладь устлали огромным куском непромокаемого брезента и миллиардами крошечных чёрных пластмассовых шариков. Однако во время сильного шторма брезент был уничтожен, поэтому съёмки перенеслись на ночное время.
Дыхание жидкостью в действительности существует. В пяти различных дублях было задействовано пять крыс, все из которых остались живы и были привиты ветеринаром. Крыса, которая на самом деле появляется в фильме, умерла естественной смертью за несколько недель до премьеры. По словам Джеймса Кэмерона, сцена с крысой была вырезана из британской версии фильма, поскольку Королевская ветеринарная служба сочла этот эпизод болезненным для животного. Сам Джеймс Кэмерон неоднократно заверял, что крысам, использованным в этих дублях, не был причинён какой-либо вред. Чтобы нагреть воду в резервуаре недостроенной атомной электростанции, Джеймс Кэмерон задействовал несколько автоцистерн с природным газом, присоединённых прямо к газовым горелкам.
Поскольку модель корабля «Benthic Explorer» была очень велика и использовалась для съёмок в открытом море, производственную компанию обязали зарегистрировать её в отделе Береговой охраны. Вода в обоих резервуарах была сильно хлорированной в целях дезинфекции. Это привело к тому, что волосы многих актёров приобрели серый или даже белый оттенок. Мини-подлодки в крупных кадрах — всего-навсего модели, подвешенные на проводах в дымном помещении и снятые при замедленном движении. По финансовым причинам декорации буровой вышки «Deepcore» не стали разбирать после съёмок. Они находились в заброшенном (и осушённом) сооружении атомной электростанции в штате Южная Каролина, где снимался фильм. Компания «20 Век Фокс» обклеила декорации знаками, предупреждающими потенциальных фотографов о своем праве собственности на макет (и эскизы) буровой и о запрещении законом об авторском праве любой фото- или видеосъёмки в её окрестностях. Официальная информация об этом указана на самом корпусе буровой вышки. В сентябре 2007 года декорации были снесены.
Куклы «пришельцев» были изготовлены из силикона командой Стива Джонсона, до этого прославившегося своими спецэффектами для нескольких десятков фильмов. Поскольку Кэмерон изначально задумал, что инопланетяне должны светиться под водой, каждая кукла содержала сотни оптоволоконных пучков, которые соединялись на спине фигуры в общий кабель и подсвечивались мощным проектором с движущимися разноцветными светофильтрами. Каждая силиконовая модель приводилась в движение кукловодами, и в наиболее массовых сценах над резервуаром работало до 40 соответствующих специалистов.
Наиболее сложным стало создание сцены с прозрачным водяным щупальцем, принимающим форму человеческого лица. Для этого впервые в мировом кинематографе использована технология компьютерного синтеза изображения, впоследствии использованная в фильме «Терминатор 2: Судный день», где таким же способом создан «жидкий терминатор» T-1000. Художник Джей Риддл смоделировал тестовую анимацию в программе Alias. При съёмке сцен с подводными аппаратами широко использованы их уменьшенные макеты, снимавшиеся с повышенной частотой под водой или в задымлённом помещении.

## Кинокритика и кассовые сборы
Фильм положительно оценён кинокритиками — его рейтинг на сайте Rotten Tomatoes составляет 89 % (средний балл — 7,2/10).
А вот в прокате картина не пользовалась должным успехом: при крайне внушительном для своего времени бюджете в 70 миллионов долларов общемировые кассовые сборы составили всего лишь 90 миллионов долларов.

## Премии и награды
- «Оскар» за лучшие визуальные эффекты (1990).
- Номинация на премию «Хьюго» (лучшая драматическая постановка) (1990).
- «Сатурн» (лучший режиссёр) (Джеймс Кэмерон) (1991).